# Estación de Andoáin
La estación de Andoáin es una estación ferroviaria situada en el municipio español homónimo en la provincia de Guipúzcoa, comunidad autónoma del País Vasco. Forma parte la línea C-1 de la red de Cercanías San Sebastián operada por Renfe.  

## Situación ferroviaria
La estación se encuentra en el punto kilométrico 609,023 de la línea férrea de ancho convencional que une Madrid con Hendaya a 56,52 metros de altitud. El tramo es de vía doble y está electrificado.

## Historia
La estación fue inaugurada el 1 de septiembre de 1863 con la puesta en marcha del tramo Beasáin-San Sebastián de la línea radial Madrid-Hendaya. Su explotación inicial quedó a cargo de la Compañía de los Caminos de Hierro del Norte de España quien mantuvo su titularidad hasta que en 1941 fue nacionalizada e integrada en la recién creada RENFE. Desde el 31 de diciembre de 2004 Renfe Operadora explota la línea mientras que Adif es la titular de las instalaciones ferroviarias.

## La estación
La pequeña estación de Andoáin está formada por un sencillo edificio para viajeros de dos pisos y planta rectangular. Posee un andén lateral y uno central y tres vías. El cambio de una a otra se realiza a nivel. Una reducida marquesina adosada al edificio protege uno de los andenes laterales mientras que el otro dispone de un refugio cubierto.

## Servicios ferroviarios

### Cercanías
Los trenes de cercanías de la Línea C-1 son los únicos que se detienen en la estación. 